# Leichtathletik-Weltmeisterschaften 2022/Teilnehmer (Norwegen)
| Goldmedaillen | Silbermedaillen | Bronzemedaillen |
| ------------- | --------------- | --------------- |
| 1             | 1               | 1               |

Der Leichtathletikverband von Norwegen nahm an den Leichtathletik-Weltmeisterschaften 2022 in Eugene teil. 21 Athletinnen und Athleten wurden vom norwegischen Verband nominiert.

## Medaillengewinner
| Medaille | Athletin           | Disziplin  |
| -------- | ------------------ | ---------- |
| Gold     | Jakob Ingebrigtsen | 5000 m     |
| Silber   | Jakob Ingebrigtsen | 1500 m     |
| Bronze   | Eivind Henriksen   | Hammerwurf |

## Ergebnisse

### Männer

#### Laufdisziplinen
| Athlet               | Disziplin        | Vorlauf        | Vorlauf | Halbfinale  | Halbfinale | Finale         | Finale |
| Athlet               | Disziplin        | Zeit           | Platz   | Zeit        | Platz      | Zeit           | Platz  |
| -------------------- | ---------------- | -------------- | ------- | ----------- | ---------- | -------------- | ------ |
| Ferdinand Kvan Edman | 1500 m           | 3:39,92 min    | 10      | DNQ         | DNQ        | –              | –      |
| Jakob Ingebrigtsen   | 1500 m           | 3:35,12 min    | 03      | 3:37,02 min | 03         | 3:29,47 min SB | Silber |
| Jakob Ingebrigtsen   | 5000 m           | 13:13,92 min   | 02      |             |            | 13:09,24 min   | Gold   |
| Narve Gilje Nordås   | 5000 m           | 13:37,14 min   | 13      |             |            | DNQ            | DNQ    |
| Karsten Warholm      | 400 m Hürden     | 49,34 s SB     | 01      | 48,00 s SB  | 01         | 48,42 s        | 07     |
| Jacob Boutera        | 3000 m Hindernis | 8:31,47 min    | 09      |             |            | DNQ            | DNQ    |
| Tom Erling Kårbø     | 3000 m Hindernis | 8:26,12 min PB | 08      |             |            | DNQ            | DNQ    |

#### Sprung/Wurf
| Athlet                | Disziplin      | Qualifikation | Qualifikation | Finale     | Finale |
| Athlet                | Disziplin      | Weite/Höhe    | Platz         | Weite/Höhe | Platz  |
| --------------------- | -------------- | ------------- | ------------- | ---------- | ------ |
| Sondre Guttormsen     | Stabhochsprung | 5,75 m        | 09            | 5,70 m     | 10     |
| Simen Guttormsen      | Stabhochsprung | 5,65 m        | 15            | DNQ        | DNQ    |
| Pål Haugen Lillefosse | Stabhochsprung | 5,75 m        | 09            | 5,80 m     | 09     |
| Marcus Thomsen        | Kugelstoßen    | 20,27 m       | 11            | 20,66 m    | 10     |
| Eivind Henriksen      | Hammerwurf     | 78,12 m       | 06            | 80,87 m SB | Bronze |
| Thomas Mardal         | Hammerwurf     | 72,90 m       | 21            | DNQ        | DNQ    |

#### Zehnkampf
| Athlet          | Disziplin | 100 m    | Weitsprung | Kugelstoßen | Hochsprung | 400 m   | 110 m Hürden | Diskuswurf | Stabhochsprung | Speerwurf | 1500 m      | Punkte | Platz |
| --------------- | --------- | -------- | ---------- | ----------- | ---------- | ------- | ------------ | ---------- | -------------- | --------- | ----------- | ------ | ----- |
| Sander Skotheim | Ergebnis  | 10,88 PB | 7,55 m     | 13,69 m     | 2,17 m     | 49,80 s | 15,05 s      | 42,89 m    | 4,70 m         | 55,47 m   | 4:40,84 min | 8062   | 15    |
| Sander Skotheim | Punkte    | 888      | 947        | 709         | 963        | 824     | 843          | 724        | 819            | 670       | 675         | 8062   | 15    |

### Frauen

#### Laufdisziplinen
| Athletin | Disziplin    | Vorlauf      | Vorlauf | Halbfinale | Halbfinale | Finale       | Finale |
| Athletin | Disziplin    | Zeit         | Platz   | Zeit       | Platz      | Zeit         | Platz  |
| --- | ------------ | ------------ | ------- | ---------- | ---------- | ------------ | ------ |
| Elisabeth Slettum                                                                                                  | 200 m        | 23,55 s      | 07      | DNQ        | DNQ        | –            | –      |
| Hedda Hynne | 800 m        | 2:06,27 min  | 08      | DNQ        | DNQ        | –            | –      |
| Karoline Bjerkeli Grøvdal                                                                                          | 5000 m       | 14:53,07 min | 04      |            |            | 14:57,62 min | 08     |
| Amalie Iuel | 400 m Hürden | 54,70 s PB   | 03      | 54,81 s    | 20         | 06           |        |
| Astri Ertzgaard Elisabeth Slettum Linn Oppegaard Amalie Iuel nicht im Einsatz: Josefine Tomine Eriksen Hedda Hynne | 4 × 400 m    | 3:32,00 min  | 06      |            |            | DNQ          | DNQ    |

#### Sprung/Wurf
| Athletin                | Disziplin  | Qualifikation | Qualifikation | Finale     | Finale |
| Athletin                | Disziplin  | Weite/Höhe    | Platz         | Weite/Höhe | Platz  |
| ----------------------- | ---------- | ------------- | ------------- | ---------- | ------ |
| Beatrice Nedberge Llano | Hammerwurf | 64,81 m       | 28            | DNQ        | DNQ    |